# نهر أواش

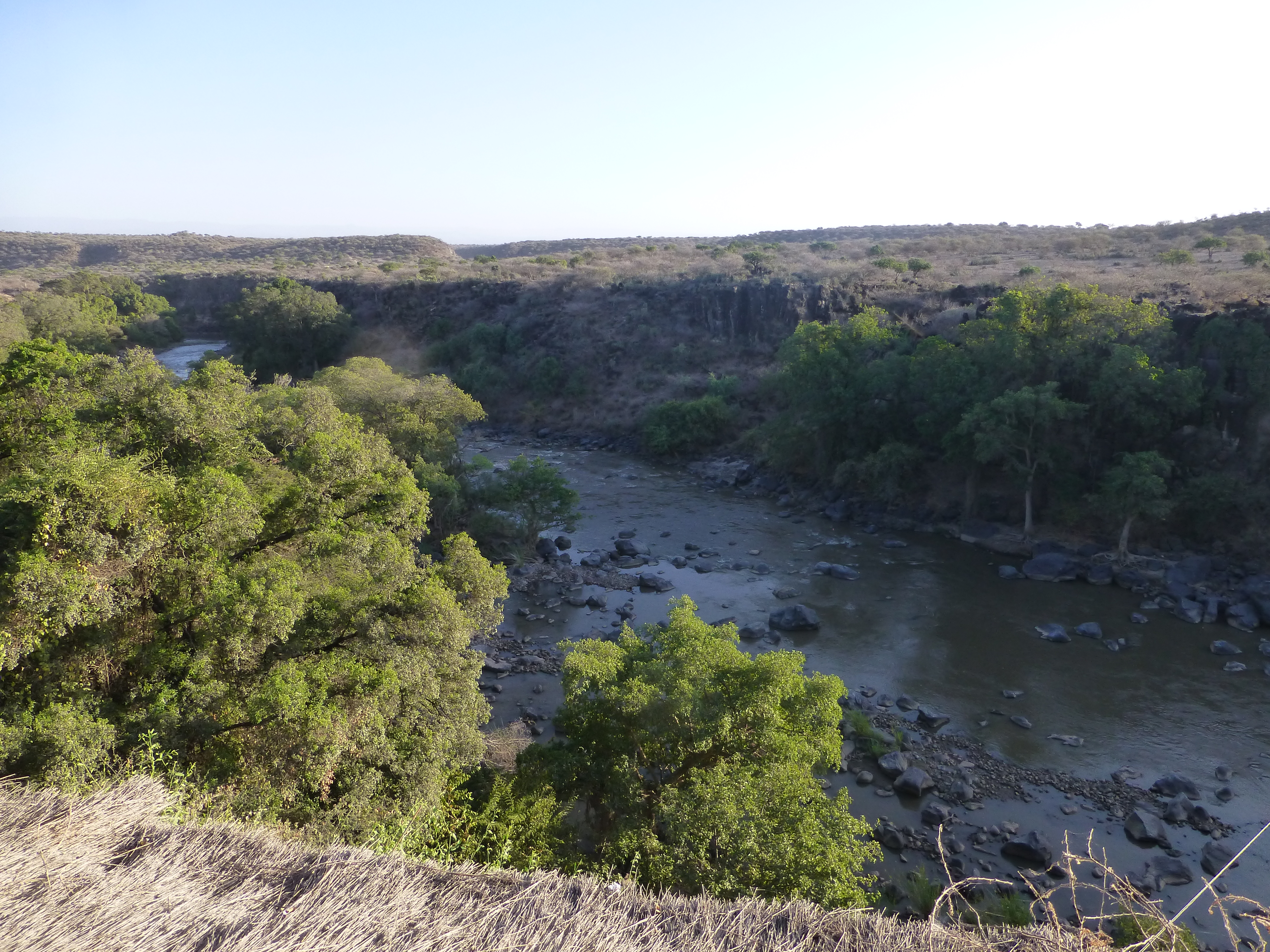
نهر الأواش عند مروره بحديقة أواش الوطنية

نهر الأواش (وقد يدعى بالهواش، وبالعفارية "وييوت") هو من الأنهار الرئيسية في أثيوبيا يصب في بحيرة غاغوري المتصلة ببحيرات أخرى التي تنتهي ببحيرة أبي على الحدود مع جيبوتي. هو الجدول الأساسي الذي يغذي المستجمع المائي في منطقتي العفر، وأوروميا.

## نظرة شاملة

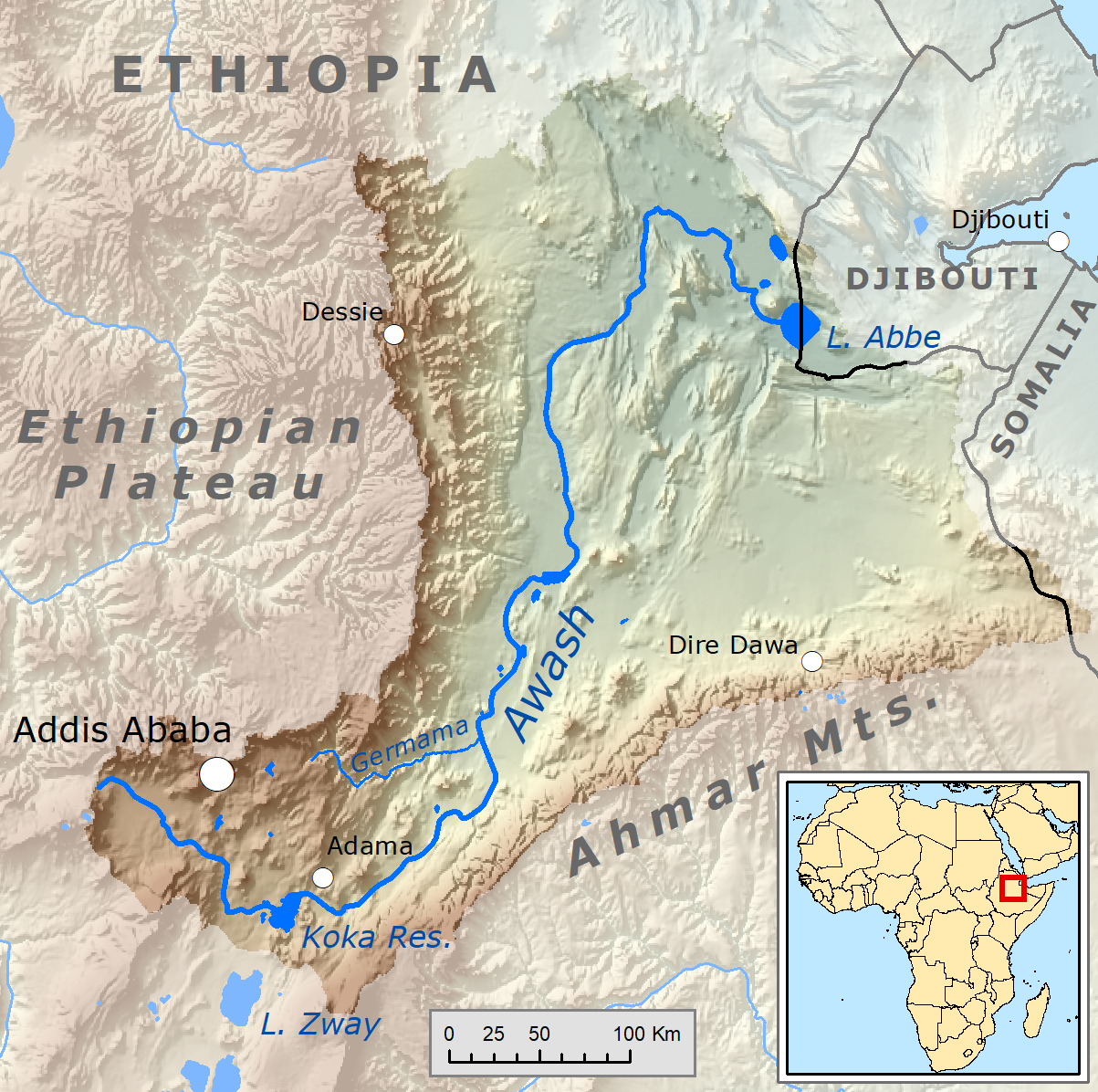
مجرى نهر أواش في أثيوبيا

ينبع نهر الأواش في جنوب جبل ورقا غرب مدينة أديس أبابا في منطقة وريدا بالقرب من مدينة غينشي في منطقة شيوا الغربية وأوروميا. ثم يجري جنوبا ملتفا حول جبل زوغولا من الشرق ثم إلى الشمال الشرقي مارا بحديقة أواش الوطنية حيث يلتقي بنهر غيرماما الغزير ويتابع التفافه إلى الشرق ليصل إلى بحيرة غارغوري. وبحسب السجلات الأثيوبية، يصل طوله إلى 1200 كلم. وذكرت موسوعة بريتانيكا أن عرض النهر في متوسطه يصل إلى 60 مترا وإلى عمق 1.6 مترا بالصيف ليصل عمقه إلى 20 مترا بفترات الفيضان ليفيض ويغطي السهول المحيطة به لأميال كثيرة.
من أهم روافده: نهر لوغيا، نهر ميلي، نهر بركانا، نهر أتاي، نهر هاوادي، نهر كابينا ونهر دورخم. ويمر بالمدن التالية: ميتهارا، أواش، غيوين و أسايتا.
ويعتبر حوض النهر الموطن الأخير لحمار أفريقيا البري المهدد بالإنقراض. كما يرعى به حيوانات ضخمة مثل الغزلان والحمير الوحشية.

## تاريخ
أظهرت التنقيبات أن حوض الأوش سكن منذ بدء النشوء وذلك لوجود بقايا القرود العليا التي نشأ منها الإنسان.
ويعتبر وادي النهر مكان سكن العفاريون. حكمه عبر العصور ممالك داوارو وفتاكار وإفات وشيوا والتي اندمجت كلها ما عدا مملكة الشيوا بوصول جماعات الأورومو في القرن السادس عشر. ويعتبر ويلفرد ثيسيغر أوّل من مسح مساره بين عامي 1933 و 1934.
في عام 1960، دشن سد كوكا على النهر في نقطة تبعد 75 كلم عن أديس أبابا والذي يغذي المنطقة بالطاقة الكهربائية. وشكّل السد بركة مائية سميت ببحيرة كليلة تصل مساحتها إلى 180 كلم مربع. وتشكّل الترسبات خطرا على السد والبحيرة.